# Motörizer
Albums de Motörhead
Better Motörhead than Dead – Live at Hammersmith
(2007) The Wörld is Yours
(2010)
Motörizer est le dix-neuvième album studio du groupe britannique Motörhead.

## Titres[1]
| No  | Titre                           | Durée |
| --- | ------------------------------- | ----- |
| 1.  | Runaround Man                   | 2:56  |
| 2.  | Teach You How To Sing the Blues | 3:02  |
| 3.  | When the Eagle Screams          | 3:43  |
| 4.  | Rock Out                        | 2:06  |
| 5.  | One Short Life                  | 4:00  |
| 6.  | Buried Alive                    | 3:12  |
| 7.  | English Rose                    | 3:33  |
| 8.  | Back on the Chain               | 3:24  |
| 9.  | Heroes                          | 4:54  |
| 10. | Time is Right                   | 3:13  |
| 11. | The Thousand Names of God       | 4:33  |

## Formation
- Lemmy Kilmister : Chants & Basse
- Phil Campbell : Guitare
- Mikkey Dee : Batterie